# Fausto Romitelli

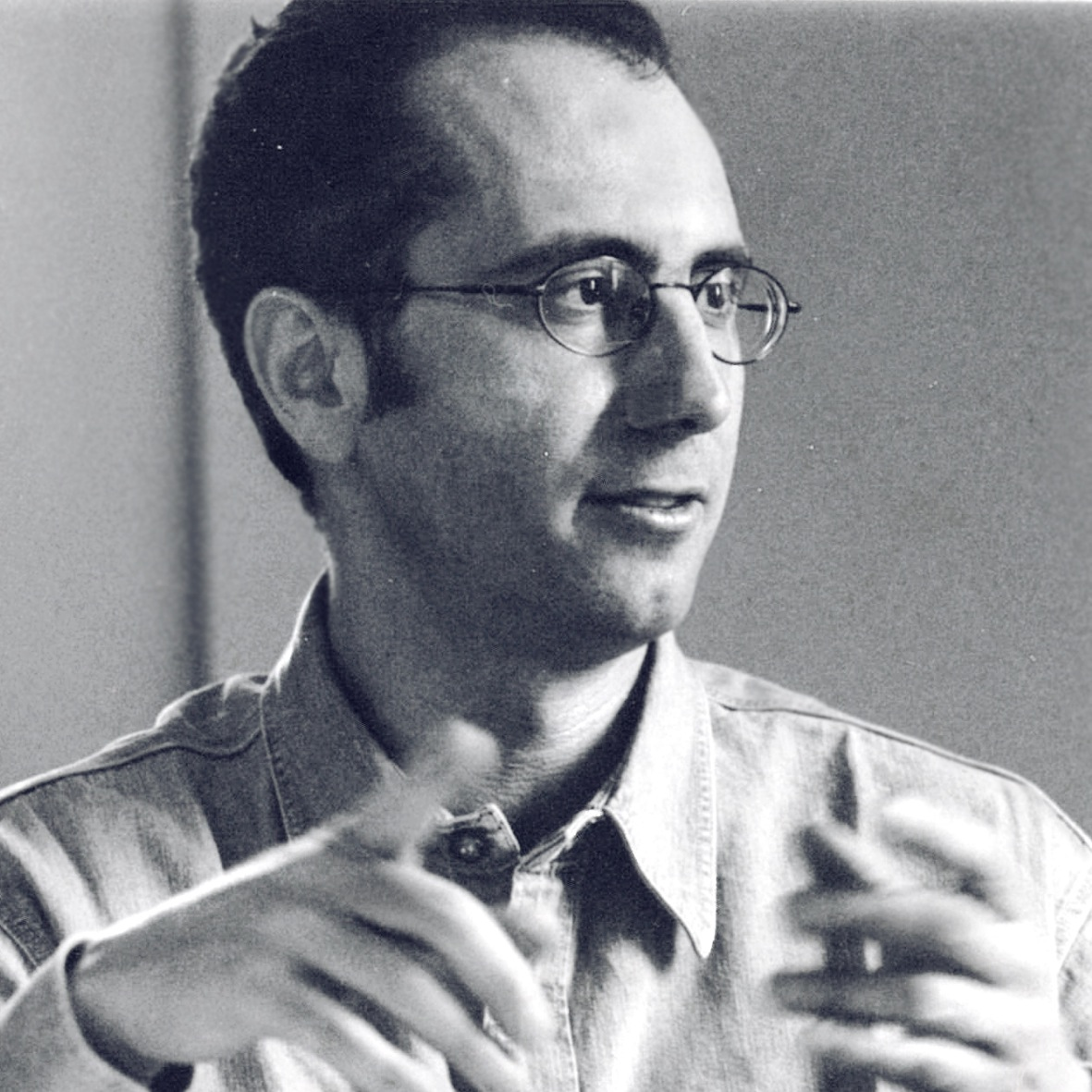
Fausto Romitelli (2000)

Fausto Romitelli (* 1. Februar 1963 in Gorizia; † 27. Juni 2004 in Mailand) war ein italienischer Komponist.

## Leben und Wirken
Romitelli studierte Komposition am Conservatorio Giuseppe Verdi in Mailand und besuchte anschließend Kurse an der Accademia Chigiana di Siena bei Franco Donatoni und der Scuola Civica di Milano. 1991 ging er nach Paris, wo er Schüler von Hugues Dufourt und Gérard Grisey war und Studien am IRCAM betrieb, wo er von 1993 bis 1995 compositeur en recherche war.
Mit seinen Kompositionen gewann Romitelli zahlreiche europäische Wettbewerbe und wurde zu bedeutenden Festivals wie dem Festival d’Automne, Ultima Helsinki, dem Steirischen Herbst (Graz) und den Darmstädter Ferienkursen eingeladen. 2004 erlag er in Mailand einem Krebsleiden.

## Werke
- Ganimede für Viola, 1986
- Kû für vierzehn Ausführende, 1989
- Nell'alto dei giorni immobili für sechs Ausführende, 1990
- Natura morta con fiamme für Streichquartett und Elektronik, 1991
- La sabbia del tempo für sechs Ausführende, 1991
- Mediterraneo - I. Les idoles du soleil für Ensemble, 1992
- Mediterraneo - II. L'azur des déserts für Stimme und vierzehn Instrumente, 1992–93
- Seascape für Kontrabassblockflöte, 1994
- EnTrance für Sopran, Ensemble und Elektronik, 1995
- Domeniche alla periferia dell'impero. Prima domenica für vier Instrumente, 1995–96
- Cupio Dissolvi für vierzehn Ausführende, 1996
- The Nameless City für Streicher und Glocken ad libitum, 1997
- Lost für Stimme und fünfzehn Instrumente, 1997
- Professor Bad Trip: Lesson I für acht Ausführende und Elektronik, 1998
- Professor Bad Trip: Lesson II für Ensemble, 1998–99
- The Poppy in the Cloud für Chor und Ensemble, 1999
- Professor Bad Trip: Lesson III für Ensemble, 2000
- Blood on the Floor, Painting 1986 für Ensemble, 2000
- Domeniche alla periferia dell'impero. Seconda domenica: hommage à Gérard Grisey für vier Instrumente, 2000
- Flowing down too slow für Streichorchester, Schlagzeug und Glocken, 2001
- Amok Koma für Ensemble und Elektronik, 2001
- An Index of Metals, Videooper für Sopran, Ensemble, Multiprojektion und Elektronik (Text: Kenka Lekovich, Bilder: Paolo Pachini, Leonardo Romoli), 2003
- Dead City Radio Audiodrome per orchestra, 2003
- Green, Yellow and Blue für Ensemble, 2003

| Personendaten    | Personendaten           |
| ---------------- | ----------------------- |
| NAME             | Romitelli, Fausto       |
| KURZBESCHREIBUNG | italienischer Komponist |
| GEBURTSDATUM     | 1. Februar 1963         |
| GEBURTSORT       | Gorizia                 |
| STERBEDATUM      | 27. Juni 2004           |
| STERBEORT        | Mailand                 |